# Boris Böhm
Boris Böhm (* 1960 in Leipzig) ist ein deutscher Historiker.

## Leben
Boris Böhm studierte an der Universität Leipzig Geschichte. Im Jahre 1992 promovierte er an der Pädagogischen Hochschule Dresden mit einer Arbeit über den Arzt und Gesundheitspolitiker Karl Linser. Seit 1991 engagierte er sich im Rahmen von Beschäftigungsmaßnahmen der Stadt Pirna, seit 1995 hauptamtlich, in der Bürgerinitiative zur Schaffung einer Gedenkstätte für die Opfer der NS-„Euthanasie“ in Pirna-Sonnenstein. Diese Gedenkstätte wurde auch eingerichtet und 1999 wurde er Leiter der Gedenkstätte Pirna-Sonnenstein der Stiftung Sächsische Gedenkstätten. 
Boris Böhm verfasste zahlreiche Publikationen zur sächsischen Geschichte, zur Geschichte des Gesundheitswesens und zu psychiatrisierten Künstlern. Er ist Mitherausgeber und Autor von Publikationen über die „Euthanasie“-Verbrechen in Sachsen und Deutschland.